# Catarina Furtado
Catarina Furtado (25 août 1972, Lisbonne) est une actrice et animatrice de télévision portugaise. Elle est l'animatrice du concours Eurovision de la chanson 2018 aux côtés de Filomena Cautela, Sílvia Alberto et Daniela Ruah. Elle est ambassadrice de bonne volonté du fonds des Nations unies pour la population.